# 日省錄
日省錄是1760年（英祖三十六年）到1910年（純宗隆熙四年）為止，150年間記錄歷代朝鮮國王每天言行的日記書。
1973年12月31日，被韓國政府指定為國寶第153號，做為手抄本共有2329冊。現存的是1790年（正祖十四年）起的紀錄。是由奎章閣編選的書，目前在首爾大學的奎章閣收藏著。於2011年5月被列為世界紀錄遺產。